# Шипохвіст іранський
Шипохвіст іранський (Uromastyx asmussi) — представник роду Шипохвостів з родини Агамових.

## Опис
Загальна довжина сягає 40—45 см. Самці дещо більше за самиць. Голова коротка, трохи загострена. Тулуб міцний, трохи витягнутий. Хвіст досить довгий з характерний для всього роду шипуватою лускою. Луска хвоста порівняно невелика. За зовнішнім виглядом дуже схожий на панцирного шипохвоста. На відміну від останнього в іранського шипохвоста по 8-13 стегнових пір з кожного боку, а на передньому краї зовнішнього слухового отвору є збільшена зубчаста луска. Забарвлення тулуба вохристо-жовте, голова й плечі світло-сірі, передні кінцівки чорні, задні жовтувато-сірі, хвіст оливково-сірий з жовтуватими шипами.

## Спосіб життя
Полюбляє аридні місцевості із спекотним літом та прохолодною зимою без сильних морозів. Зустрічається у сухому кліматі, напівпустелях або пустелях з рівнем вологості в середньому близько 44 %. Ґрунт у місцях проживання кам'янистий, рослинність дуже мізерна, розріджена, з окремо зростаючими кущами тамариску. Харчується рослинною їжею: листям та квітами, насінням і гілочками пустельних рослин.
Це яйцекладна ящірка. Самиця відкладає від 11 яєць.

## Розповсюдження
Мешкає в Ірані, західному Пакистані та на південному заході Афганістану.